# Зайцев, Ювеналий Петрович
Ювеналий Петрович Зайцев (18 апреля 1924, Байрамча — 8 января 2020, Одесса) — украинский советский гидробиолог, академик НАН Украины (с 1997), доктор биологических наук, заслуженный деятель науки и техники Украины (2003), лауреат Государственной премии Украины в области науки и техники (2013) и премии имени И. И. Шмальгаузена НАН Украины (1996).

## Биография
Родился 18 апреля 1924 года в селе Николаевка-Новороссийская.
В 1949 году окончил биологический факультет Одесского университета имени И. И. Мечникова.
В 1964 году присуждена учёная степень доктора биологических наук, а в 1968 году присвоено учёное звание профессора. С 1972 года руководил Одесским отделением Института биологии южных морей имени А. О. Ковалевского АН УССР.
Преподавал в Одесском университете имени И. И. Мечникова, читал лекции в университетах Японии.
Скончался в Одессе 8 января 2020 года.

## Научная деятельность
Основные труды посвящены вопросам гидробиологии и ихтиологии, в частности изучению биологии контурных областей моря (на его границах с атмосферой, сушей и реками) с позиций охраны и воспроизводства живых ресурсов моря.
Доказал существование морского нейстонного сообщества организмов и показал важное значение его в жизни водоёмов и в круговороте веществ в природе.

### Некоторые труды
- Зайцев Ю. П. Морская нейстонология / АН УССР. Ин-т биологии южн. морей им. А. О. Ковалевского. Одес. отд-ние. — Киев: Наукова думка, 1970. — 264 с. — 1000 экз.
- Зайцев Ю. П. Жизнь морской поверхности / Предисл. Г. Г. Поликарпова; Худож. Б. И. Бродский. — Киев: Наукова думка, 1974. — 112 с. — (Научно-популярная литература).
- Зайцев Ю. П. За стеклом подводной маски: Краткий путеводитель по ближним рубежам подводного мира / Худож. Н. П. Волков. — Одесса: Маяк, 1974. — 144 с.
- Зайцев Ю. П. Это удивительное море: Очерк. — Одесса: Маяк, 1978. — 160, [16] с. — 100 000 экз.
- Зайцев Ю. П. Твой друг море: Очерк / Худож. Н. Волков. — Одесса: Маяк, 1980. — 152, [16] с.
- Зайцев Ю. П. Твой друг море: Очерк / Рец.: Ф. С. Замбриборщ, А. В. Цыбань; Худож.: В. И. Глазунов, А. А. Хмара. — 3-е изд., перераб. и доп. — Одесса: Маяк, 1985. — 152 с. — 50 000 экз.
- Зайцев Ю. П., Прокопенко В. Ф. Мир дельты: Дунайские плавни: Очерк. — Одесса: Маяк, 1989. — 144 с. — ISBN 5-7760-0063-7.
- Зайцев Ю. П. Самое синее в мире. — Нью-Йорк: Изд-во ООН, 1998. — 142 с.
- Зайцев Ю. П. Черное море: состояние экосистемы и пути его улучшения. — Одесса: Изд. МЭЦ, 2000. — 48 с.
- Зайцев Ю. П. Дикая природа в городе. Одесса: парк им. Т. Г. Шевченко — Ланжерон (фенологические заметки). — Одесса: Молодёжный экологический центр им. В. И. Вернадского, 2001. — 129 с.
- Зайцев Ю. П. Введение в экологию Черного моря. — Одесса: Эвен, 2006. — 224 с. — 500 экз. — ISBN 966-8169-16-6.
- Зайцев Ю. П. Наука в моей жизни; Библиография. — Одесса: Астропринт, 2014.

## Награды
- Звание «Заслуженный деятель науки и техники Украины».
- Государственная премия Украины в области науки и техники.